# Rondeletia odorata
Rondeletia odorata är en måreväxtart som beskrevs av Nikolaus Joseph von Jacquin. Rondeletia odorata ingår i släktet Rondeletia och familjen måreväxter.

## Underarter
Arten delas in i följande underarter:
- R. o. bullata
- R. o. grandifolia
- R. o. odorata